# Willy Engel-Berger
Willy Engel-Berger (* 26. August 1890 in Bonn; † 28. August 1946
in Wien) war ein deutscher und österreichischer Komponist, Kapellmeister und Filmmusiker.

## Leben
Nach einem Studium klassischer Musik leitete Engel-Berger eine Kapelle, die auf Schiffen der Hamburg-Amerika-Linie die internationalen Passagiere unterhielt. Später arbeitete er in Wien und Berlin als Barpianist und befasste sich mit Tanzmusik, Ragtime und Foxtrott. Als Komponist gelangen ihm erste Erfolge mit den Operetten Die Bojarenbraut (1925) und Bubi (1929), mit Schlagern wie Pst – die kleine Gretel will jetzt schlafen und In der Bar zum Krokodil (Text Fritz Löhner-Beda) und mit Tonfilmliedern wie Stern von Rio (Text Kurt Feltz) oder  In Hamburg an der Elbe (Text Walter Mehring (1920)).
Von 1930 bis 1946 war Engel-Berger an etwa 15 Filmproduktionen in Deutschland, Österreich, der Tschechoslowakei und Ungarn als musikalischer Leiter oder Komponist beteiligt. Er prägte die ersten beiden Jahrzehnte des deutschen Tonfilms mit.
Viele seiner Werke waren als Schallplattenaufnahmen erfolgreich. Sie wurden von namhaften Interpreten wie Max Kuttner, Engelbert Milde und Jacques Rotter vorgetragen, von Orchestern wie Dajos Béla, Charly Gaudriot und Edith Lorand gespielt. Auch der Chansonnier Paul O’Montis, der Schauspieler Hans Albers und der bekannte Wiener Klavierhumorist Hermann Leopoldi nahmen Lieder von ihm auf.
Sein letzter Film war 1946 Der weite Weg, der erste Nachkriegsspielfilm in Österreich. Seinen Wunsch, sich der Kirchenmusik zuzuwenden, konnte er nicht mehr umsetzen. Willy Engel-Berger starb 56-jährig geistig erkrankt in Wien.

## Operetten (Auswahl)
- Die dumme Liebe, UA 1. März 1920 Künstlerspiele Pan, Wien
- Die Bojarenbraut, UA 22. September 1925 Carltheater, Wien
- Sie sind der Mann für mich, 1926
- Bubi, UA 31. Oktober 1929 Wiener Stadttheater
- Die bezaubernde Schwindlerin, UA 1937 Theater am Schiffbauerdamm, Berlin

## Tondokumente (Auswahl)
- Pst – die kleine Gretel will jetzt schlafen, Lied (Willy Engel-Berger) Odeon Tanz Musik. Odeon AA 57 713 (mx. 57 713), c. 1920
- Du hast mich verrückt gemacht, Lied (Willy Engel-Berger & Arthur Rebner) Stefan Putzi-Plattner (Gesang) mit Kapelle Robert Hügel. Favorite 1-027 303 (mx. 16 074)
- Nimm dir die Kleine, Spieldosen-Shimmy (Willy Engel-Berger & Fritz Grünbaum – Beda)  Jacques Rotter  mit Orchester. Favorite F 452-I (mx. F-0459 / 31 876), aufgenommen September 1922
- Er ging grad' hinauf zur Frau Binder, Shimmy (Willy Engel-Berger & Robert Katscher) Edith-Lorand-Orchester. Beka 32 371 (mx. 32 371), aufgenommen März 1924
- Heut' hab ich noch was vor, Lied (Willy Engel-Berger & Beda) Max Kuttner (Tenor), mit Orchesterbegleitung. Vox 3602 (mx. 2258 B), aufgenommen Mai 1924
- Manon, Valse Boston (Willy Engel-Berger) Tanz-Orchester Metropol. Grammophon 14 709 (mx. 1164 at)
- Du hast mein Herz gestohlen, Shimmy (Willy Engel-Berger) Tanz-Orchester Metropol. Grammophon 14 709 (mx. 1165 at)
- In der Bar zum Krokodil, Lied und One-step (Willy Engel-Berger & Beda) Paul O’Montis. Odeon A 45 531 (mx. Be 6969), aufgenommen Berlin, Sommer 1928
- In Hamburg an der Elbe, gleich hinter dem Ozean, Seemannschor (Willy Engel-Berger & Walter Mehring) Hans Albers. Odeon O-11 691 (mx. Be 9998), aufgenommen Berlin 1937

## Hörbeispiele
- Budenzauber. Couplet von Willy Engel-Berger. Engelbert Milde, von Mildes Künstlerspielen, Dresden, mit Orchester. Polyphon 30 92 (mx. 23 400) ca. 1920
- Mary Lou, Boston und Foxtrot (Willy Engel-Berger) Kapelle Merton (d. i. Dajos Béla): Beka B.6214 (mx. 34 218) ca. 1927  (MP3; 1,3 MB)
- Das ist der rote Lippenstift, Foxtrot (Willy Engel-Berger, Text von Willy Sterk) Saxophon-Orchester mit Refraingesang. Kalliope K 1120 (mx. .... )
- Wenn du Putzi sagst, bin ich glücklich. Foxtrot (Willy Engel-Berger & Fritz Grünbaum) a. d.  Revue  Weltgeschichte gefällig. Tanz-Orchester Dajos Béla mit Gesang. Odeon O-2420 b (mx. Be 66 56) aufgenommen 20. März 1928. Den Refrain singt der Pianist und Komponist Mischa Spoliansky.
- Mein Herz ist eine Jazzband. (Willy Engelberger & Beda) Foxtrot a. d. Revue Chauffeur, ins Apollo. Charles Gaudriot-Jazz (Orchester), Moulin Rouge Wien, Gesang Bauer und Reichmann. Odeon A 186.108 (mx. Ve 1368) – Wien 1928  (MP3; 1,5 MB)
- In der Bar zum Krokodil. (Willy Engelberger & Beda) One-step a.d. Revue “Chauffeur, ins Apollo”. Charles Gaudriot-Jazz (Orchester), Moulin Rouge Wien, Gesang Bauer und Reichmann. Odeon A 186.109 (mx. Ve 1369) – Wien 1928  (MP3; 1,6 MB)
- Ich kannte eine..., Foxtrot (Willy Engel-Berger & Wilhelm Sterk) Lud Gluskin und sein Ambassadeur-Orchester mit deutschem Refraingesang. Polydor 22 175 / B 50 916 (mx 1639 BR II), aufg. Berlin, März 1929
- Ein bißchen Seide und darin Du. Slow-fox (Willy Engel-Berger, Text: Wilhelm Sterk) Hermann Leopoldi, Klavierhumorist. HMV AM 2229, Electrola E.G.1622 (mx. BV 606) – Wien 1930
- Du hast so blaue Augen (wie die blaue Adria...), Lied (Willy Engel-Berger, Text: Erwin W. Spahn) Hermann Leopoldi, Klavierhumorist. HMV AM 2328, Electrola E.G.1625 (mx. BV 653) – Wien 1930
- Stern von Rio. Tango-Serenade von  Engel-Berge [sic]. Kapelle Eugen Jahn, Gesang: Erwin Hartung. Phonoton Nr. 1021 B, aufgenommen 1940

## Abbildungen
- Notentitel Du hast mein Herz gestohlen, Repertoire Trude Kurz.
- Notentitel Das ist der rote Lippenstift
- Notentitel Lou, die Foxtrott-Königin
- Notentitel Stern von Rio Tobis Film Musik